# Atomic Heart 2
Atomic Heart 2 (estilizado como ATOMIC HEART II) é um futuro RPG de ação e aventura desenvolvido e publicado pela Mundfish, e a sequência de Atomic Heart e foi anunciado oficialmente durante o Summer Game Fest em junho de 2025.
Nenhuma data oficial de lançamento para Atomic Heart 2 foi anunciada ainda.

## Jogabilidade
Atomic Heart 2 continua o cenário de história alternativa de seu antecessor, onde uma estética retrofuturista da era soviética se mistura com temas distópicos de ficção científica. A sequência expande o escopo do mundo do jogo, apresentando eventos em escala global, em comparação com os ambientes mais isolados do título original.
O jogo continua sendo um jogo de tiro em primeira pessoa com mecânica de RPG integrada. Ele incluirá sistemas de RPG mais profundos, como atualizações de habilidades e habilidades especiais, juntamente com uma variedade maior de personalizações de armas e estratégias de combate. O combate inclui armas de fogo de longo alcance e elementos corpo a corpo, com novos inimigos robóticos e perigos ambientais.

## História
A sequência começa após os eventos do primeiro jogo, com o jogador navegando em um mundo à beira do colapso social. Os jogadores têm a tarefa de enfrentar novas ameaças em vários locais e lidar com as consequências de desenvolvimentos anteriores no universo do jogo.
De acordo com Mundfish, a narrativa explorará regiões geopolíticas mais diversas e envolverá temas moralmente mais complexos, incluindo a ética da inteligência artificial e do controle.

## Desenvolvimento e revelação
Os planos para uma sequência de Atomic Heart estavam em vigor já em 2021, dois anos antes do lançamento do jogo original. Naquela época, os desenvolvedores da Mundfish indicaram seu interesse em expandir a franquia. Em junho de 2023, o chefe do estúdio confirmou oficialmente que o desenvolvimento de uma sequência havia começado.
Atomic Heart 2 foi formalmente anunciado em 8 de junho de 2025, durante o Summer Game Fest. Junto com a sequência, a Mundfish também revelou The Cube, um jogo de tiro e RPG multijogador autônomo ambientado no mesmo universo.

## Recepção
A cobertura inicial de meios de comunicação como IGN, PC Gamer e GameSpot destacou a escala ambiciosa e o estilo visual do jogo. Enquanto algumas prévias o compararam a uma mistura de gêneros que vão de BioShock a RPGs de mundo aberto, outros notaram sua mistura única de estética soviética e temas de ficção especulativa.

## Lançamento
Em junho de 2025, nenhuma data oficial de lançamento foi anunciada. Espera-se que o jogo seja lançado no Microsoft Windows, Xbox Series X/S e PlayStation 5.